# Emre Mor
Emre Mor (n. 24 iulie 1997, Brønshøj⁠(d), Copenhaga, Danemarca) este un fotbalist danez de origine turcă în vârstă de 22 de ani. În prezent joacă pentru echipa spaniolă Celta Vigo.
Înălțime:1.69cm.
Origine: Turcia
Părinți:Güzela Bekirov, Ersoy Mor
Număr: 9
Echipe: FC Nordsjælland, Borussia Dortmund